# Долова овца
Долова овца или танкорога овца (лат. Ovis dalli) је врста дивље овце, која живи на Аљасци и западним деловима Канаде, у Јукону и Британској Колумбији.

## Подврсте
Постоје две подврсте Долове овце:
- Долова овца (Ovis dalli dalli)
- Стоун овца (Ovis dalli stonei)

## Распрострањење
Долова овца насељава Аљаску, северну Британску Колумбију, Јукон и Северозападне територије.
Подврста Долова овца (Ovis dalli dalli) насељава области западно од реке Макензи на Макензијевим и Ричардсоновим планинама на граници Северозападних територија и Јукона, у планинским пределима Јукона, на крајњем северозападу Британске Колумбије и на Аљасци од планине Чугач на југу до Бруксове планине на северу.
Подврста стоун овца (Ovis dalli stonei) се може наћи само у Канади, од јужног дела централног Јукона где се станиште стоун овце преклапа са стаништем номиналне подврсте Долове овце, па до Британске Колумбије, где је најприсутнија.
Недавне анализе ДНК су потврдиле постојање две подврсте.

## Станиште
Долова овца насељава различита станишта у арктичким и субарктичким регионима, али најчешће насељава високе планине. Обично насељава сушне планинске области са планинском травном и жбунастом вегетацијом. Стрме планинске литице јој пружају уточиште од грабљиваца, а на ливадама се храни. Зими бира области у којима су мале падавине и где постоје јаки ветрови који уклањају снег и откривају траву и жбуње. Већина стада се сели између зимских и летњих станишта, мада постоји и један број стада која имају стална станишта.

## Изглед
Боја крзна варира од беле до светлосмеђе, има велики и снажан труп и кратак реп. Одрасли мужјаци дуги су од 1,3 до 1,8 метара и теже 46 до 110 kg, женке су нешто мање, дуге су од 1,3 до 1,6 метара и тешке од 46 до 50 kg. Има малу главу, са дугом њушком и малим заобљеним ушима и дуг снажан врат. 
Оба пола имају рогове, али овнови имају знатно веће, они су им стални, као што је то случај и код свих осталих шупљорожаца, тако да их не одбацују сваке године. Њихови рогови имају коштану срж којом су причвршћени за лобању и рожнати спољни омотач. Рогови им расту током читавог живота, па им се на основу њих, може установити старост, слично установљавању старости дрвећа на основу броја годова.

## Карактеристике
Долова овца је биљојед и храни се травом и лишћем са грмова. У потрази за храном стално се сели, од планинских врхова по којима пасе лети, до долина по којима пасе зими.
Долове овце не живе у стадима, већ мужјаци и женке живе одвојено, сем у време парења. Плен су бројних грабљиваца, вукова, рисова, којота, гризлија и ждераваца, а њихове јагњиће лове и сури орлови. 
Долове овце јагње се у мају. Да би преживели своју прву зиму јагњићи морају брзо да добију на тежини.

## Популација
Укупна популација Долове овце у Канади је око 41.500 јединки. Од овог броја 27.000 је јединки номиналне подврсте Долова овца (19.000 у Јукону, 7.500 у Северозападним територијама и 500 у Британској Колумбији), а 14.500 јединки подврсте стоун овца (3.000 у Јукону и 11.500 у Британској Колумбији).
Укупна популација Долове овце у САД (искључиво подврста Долова овца) је процењена на између 70.000 и 75.000 јединки.